# JIN SOUMA
JIN SOUMAは、日本のプロディスコダンサー、DJ、イベントプロデューサー、JIN DANCE FACTORY主宰、狛江市ストリートダンス協会会長、BAR MIRROR BALL経営者。
本名：相馬 仁。

## 人物
身長：185cm、体重：76kg。
1970年代より横浜・新宿・六本木のディスコや米軍基地等を徘徊してソウルダンスを習得する。1978年〜1984年にかけて当時のディスコダンスコンテストで優勝・特別賞等優秀な成績を収め、また、ショーパブ・ディスコ・キャバレー等でショーダンス活動を行う現在はプロディスコダンサー・イベントプロデューサーとして活動中。

## 経歴
- 1998年、世田谷区にてヒップホップ・ブレイクダンス・ソウルダンスのレッスンを始める。
- 2003年、スタジオを新装開設、SOULBAR MIRROR BALL開店。
- 2004年、有限会社JIN DANCE FACTORYを法人化し、業務拡大し現在に至る。

## 出演
- フジテレビ 「百識王」出演 - ジャニーズジュニアにソウルダンスを振付
- NHK-BS 「淑女の鏡」 - ダンス指導
- NHK-BS 80'Sディスコミュージック紹介
- テレビ東京 「モノスタムーブ」、「月曜プレミア」

その他インターネットTV、テレビ東京、日本テレビ等バラエティー番組等にも多数出演。

## イベント出演等
- バンド・ミュージシャンに多数ダンス振付
- クラブイベントを横浜・渋谷・六本木・赤坂等で定期的に開催
- クラブイベントにてゲストダンサー＆コンテスト審査員等で出演
- 地域の小中学校にて授業の一環としてダンス指導/地域イベントに生徒達を連れて積極的に参加
- 2004年より自主公演「LIFE」を開催 初回1300人動員、昨年[いつ?]で第7回目を迎える

## その他
- 振付指導、ダンサー及びダンスインストラクター育成、興行企画
- ダンサー、DJ、興行スタッフ派遣、舞台衣装製作、音楽編集、雑貨販売、飲食業